# Roodsneefranjehoed
De roodsneefranjehoed (Psathyrella pseudocorrugis, synoniem: Psathyrella borgensis) is een schimmel die behoort tot de familie Psathyrellaceae. Hij leeft saprotroof in loofbossen en lanen. Vaak op de grond in jonge opstanden, op voedselrijke, kleiïge of lemige bodems.

## Kenmerken

### Uiterlijke kenmerken
De hoed heeft een diameter tot 60 mm. Het velum is schaars aanwezig. Bij droogte wordt de rand en lamelsnede licht roze .

### Microscopische kenmerken
De basidiosporen meten 6,5-7 (8) × (4) 4,5 (5) µm. Pleurocystidia zijn utriform, soms sub-kopvormig en meten 37-60 × 12,5-17 µm. De cheilocystidia meten 30-48 × 12-17,5 µm .

## Verspreiding
De roodsneefranjehoed komt matig algemeen voor in Nederland. Hij staat niet op de rode lijst en is niet bedreigd .